# Tunnel de San Silvestro
Pour les articles homonymes, voir San Silvestro.
Le tunnel de San Silvestro (Galleria San Silvestro en italien) est un tunnel à galerie unique bidirectionnel à double voie de 3 623 m emprunté par la route nationale 714, reliant Pescara à Ortona, dans les Abruzzes (Italie).